# My LIVE
『My LIVE』（マイ・ライブ）は、沼倉愛美の1枚目のオリジナルアルバム。2017年6月14日にFlyingDogから発売された。

## 概要
メジャーデビュー後最初のフルアルバム。当アルバムのリリース以前に発売されていたメジャーデビュー（1st）シングル『叫べ』と、2ndシングル『Climber's High!』を含む全12曲が収録されている。

## 収録曲
1. 叫べ[4:07]
  - 作詞：沼倉愛美、作曲・編曲：WEST GROUND
  - 1stシングル。TVアニメ『魔法少女育成計画』オープニング主題歌。
2. Climber's High![4:02]
  - 作詞：瀬尾公治、作曲：WEST GROUND 、編曲：Sho from MY FIRST STORY
  - 2ndシングル。TVアニメ『風夏』オープニング主題歌。
3. Good Day[3:39]
  - 作詞・作曲・編曲：篠崎あやと
4. Smiling&Smiling[4:02]
  - 作詞・作曲：堂野晶敬、編曲：大谷崇介
5. Spiral Flow[4:25]
  - 作詞・作曲・編曲：AJURIKA
6. Anti-Gravity[4:26]
  - 作詞・作曲・編曲：RYLL
7. Shining Days[4:11]
  - 作詞・作曲・編曲：baker
8. ハレルヤDrive![3:59]
  - 作詞・作曲：加賀山長志、編曲：WEST GROUND
9. Hello,Ms.myself[4:17]
  - 作詞・作曲：重永亮介、編曲：WEST GROUND
10. 屋根上の朱い花[5:41]
  - 作詞・作曲：堂野晶敬、編曲：有木竜郎
11. 暁[6:19]
  - 作詞：沼倉愛美、作曲：WEST GROUND、編曲：伊賀拓郎
12. My LIVE[4:47]
  - 作詞：沼倉愛美、作曲：重永亮介、編曲：WEST GROUND

### 初回限定盤A 特典映像
- 「叫べ」 Music Video&メイキング
- 「Climber’s High!」 Music Video&メイキング
- 「My LIVE」 Music Video&メイキング

## レコーディング参加メンバー
- Vocal
  - 沼倉愛美
- Guitar
  - 城石真臣：M1、11、12
  - SHO（MY FIRST STORY）：M2
  - 香取真人：M4、7、8、9
- Acoustic Guitar
  - 遠山哲郎：M4、11
  - 石成正人：M9
  - 齋藤隆広：M10
- Bass
  - Kei Nakamura：M1、4、8、9、11、12
  - T$UYO$HI（Pay money To my Pain、The BONEZ）：M2
- Drums
  - 高橋宏貴（ELLEGARDEN、THE PREDATORS）：M1、2
  - 山内“masshoi”優：M4
  - 髭白健：M8、9、11、12
- Piano
  - 伊賀拓郎：M1、2、4、10、11、12
- String
  - 門脇 Strings：M1
  - 真部 Strings：M4、11